# زاخایکی (شهرستان وووداوا)
زاخایکی (به لهستانی:  Zahajki) یک روستا در لهستان است که در گمینا ورکی واقع شده‌است.